# Академія наукової фантастики, фентезі та фільмів жахів
Академія наукової фантастики, фентезі та фільмів жахів (англ. Academy of Science Fiction, Fantasy and Horror Films) — американська неприбуткова організація, що заснована в 1972 році з метою просування наукової фантастики, фентезі, жахів у кіно, на телебаченні і домашньому відео. Академія базується в Лос-Анджелесі (Каліфорнія, США). Засновник — доктор Дональд A. Рід.
Академія щорічно вручає свою кінопремію «Сатурн» за найкращі жанрові фільми, відому раніше під назвою «Золотий Сувій». Офіційним друкованим органом Академії є видання «Кільця Сатурна» (англ. Saturn Rings).